# Jack in the Box (film 2019)
Jack in the Box è un film d’orrore del 2019 montato, scritto e diretto da Lawrence Fowler.

## Trama
Il film si apre con il ritrovamento di una scatola sotterrata da parte di un uomo: questi la porta a casa, ma sua moglie è contrariata in quanto sembra non gradire l'oggetto. Presto, tuttavia, da quella scatola esce uno strano essere che uccide la donna sotto gli occhi impotenti di suo marito. Anni dopo, Casey, statunitense, arriva in una cittadina britannica con lo scopo di rifarsi una vita dopo la morte della sua fidanzata, aggredita da un uomo armato alcuni mesi prima. Il ragazzo prende servizio presso un museo d'antiquariato dopo aver parlato con la titolare: qui conosce Lisa, una sua collega, che gli mostra fra le altre cose una stanza in cui vengono conservati oggetti di dubbio valore e quindi non esposti. Qui Casey, da sempre appassionato d'antiquario, individua tuttavia un libro molto raro e una scatola che appare particolarmente antica. Non appena Casey tocca l'oggetto, questo si attiva cacciando fuori una leva: la scatola si rivela essere un particolare Jack in the box, il cui pupazzo rappresenta un pagliaccio decisamente inquietante.
Quella sera, mentre Casey e Lisa cenano insieme a si conoscono meglio (Lisa gli rivela di avere una madre malata e di svolgere il suo impiego senza alcuna passione), due ladri si introducono nel museo: uno di loro compie l'errore di insultare il pagliaccio nella scatola. In quel momento, un mostruoso essere fuoriesce dall'oggetto ed uccide i due ladruncoli. Il giorno dopo, Casey trova la porta del museo aperta, tuttavia per il resto la situazione appare assolutamente normale. Subito dopo arriva un esperto di oggetti antichi che, dopo aver constatato il reale valore del Jack in the box, racconta a Casey di alcune leggende secondo le quali alcuni di questi oggetti sarebbero in realtà la dimora di demoni. Quella notte, Casey soffre d'insonnia perché perseguitato dal ricordo della sua fidanzata: prima di morire la ragazza gli aveva telefonato ma lui aveva ignorato la chiamata, motivo per il quale è ora tormentato dai sensi di colpa. Il giorno dopo una cliente si presenta al museo: Casey non le presta la dovuta attenzione perché troppo assonnato e così, quando il demone la uccide, ne sente soltanto un urlo straziante prima che la donna sparisca nel nulla.
Nei giorni successivi, dopo aver parlato di nuovo con la scorbutica datrice di lavoro e aver confidato il suo passato a Lisa, Casey nota per strada un cartello che espone la foto di una donna con la dicitura "missing": si tratta proprio della donna che aveva sentito urlare nel museo. Il giorno dopo, appena dopo l'uscita di Casey dal museo, la donna delle pulizie viene brutalmente attaccata dal demone: quando un poliziotto interroga Casey per carpire qualche informazione utile, il ragazzo si lascia sfuggire una domanda su eventuali coinvolgimenti del sovrannaturale in casi di scomparsa, attirando su di sé i sospetti del poliziotto. Casey telefona dunque a Maurice, un noto demonologo, per cercare di capirci di più: l'esperto tuttavia non gli risponde. Casey decide allora di entrare di notte nel museo e si imbatte proprio nel demone che, tuttavia, lo risparmia. Dopo un litigio verbale con Lisa, che crede che il suo racconto sia solo un'allucinazione scatenata dall'insonnia, il ragazzo rintraccia il vecchio proprietario del Jack in the box, a suo tempo accusato dell'omicidio della moglie: Casey riesce a parlargli, scoprendo che era stato proprio il demone a uccidere la donna ma che nessuno aveva creduto a ciò, condannando ingiustamente l'uomo.
A questo punto, Casey viene convocato dal suo capo Rachel, la quale decide di licenziarlo per via del suo strano comportamento: le presunte allucinazioni erano state infatti segnalate da Lisa, che tuttavia è ora furibonda con Rachel per la sua decisione così dura. Casey decide allora di presentarsi direttamente a casa di Maurice: questi accetta di parlargli e lo istruisce su come rinchiudere nuovamente il demone, ma gli consiglia anche di scappare via. Il demonologo afferma anche che qualora un minuscolo pezzetto del demone dovesse restare fuori dalla scatola il rito fallirebbe. Casey vorrebbe scappare, ma un'apparizione del fantasma della sua fidanzata gli intima di non farlo: il ragazzo arriva dunque al museo appena in tempo per salvare Lisa, ma non fa in tempo a salvare anche Rachel, già divorata dal mostruoso essere. Casey lotta col demone e riesce ad intrappolarlo nella scatola, ma un suo artiglio viene spezzato dal coperchio e rimane fuori da essa. Proprio in quel momento arriva la polizia, che arresta Casey per omicidio: Lisa testimonierà a suo favore, ma non verrà creduta. La ragazza tenta allora di completare il lavoro seppellendo la scatola ma, proprio mentre Casey è sotto interrogatorio e capisce cosa sta per accadere per via di una foto della scena del crimine raffigurante proprio l'artiglio mancante, il demone ne fuoriesce e divora anche lei.

## Distribuzione
La pellicola è stata distribuita nelle sale cinematografiche italiane a partire dal 17 settembre 2020.
Il trailer italiano è stato pubblicato il 10 settembre 2020.

## Accoglienza
Secondo l'aggregatore di recensioni Rotten Tomatoes, il film ha ricevuto un indice di apprezzamento del 20% e un voto di 4,9 su 10 sulla base di 5 recensioni.